# 胶黄耆状棘豆
胶黄耆状棘豆（学名：Oxytropis tragacanthoides）为豆科棘豆属下的一个种。